# Verguizas
Verguizas es una localidad española de la provincia de Soria, en la comunidad autónoma de Castilla y León. Pertenece al municipio de Vizmanos.

## Geografía
Pertenece al partido judicial de Soria y a la comarca de Tierras Altas. Para la administración eclesiástica de la Iglesia católica, forma parte de la Diócesis de Osma la cual, a su vez, pertenece a la Archidiócesis de Burgos.

## Historia
A mediados del siglo XIX, el lugar, por entonces con ayuntamiento propio, contaba con una población censada de 84 habitantes. La localidad aparece descrita en el decimoquinto volumen del Diccionario geográfico-estadístico-histórico de España y sus posesiones de Ultramar de Pascual Madoz de la siguiente manera:

VERGUIZAS: ald. con ayunt. de la prov. de Soria (61es.), part. jud de Agreda (9) , aud. terr. y o. g. de Burgos (20), dióc de Calahorra (11). sit. en un valle al pie de la sierra de Alba y muy combatida ptr el viento N.; su clima es frío y muy propenso á catarros. Tiene 24 casas ; la del ayunt., oue sirve de cárcel v fragua, y una igl parr. (Sto. Domingo de Silos) aneja de lo" do fita. María y San Lorenzo de Yañguas. Confina el TÉRM. N. Villarloso ; E. La-Laguna ; S. Vizmanos á 1/2 leg. por los 3 puntos, y O. Poveda á 2 leguas; dentro de él se encuentra una ermita bajo el titulo del Santísimo Cristo de la Agonía, y un pequeño monte poco arbolado : el terreno es escabroso : sus caminos son locales y el llamado real que dirige á la cap. de prov., todos se hallan en mal estado : el correo se recibe de la adm. de Soria, por un balijero que llega los martes y sábados y sale lunes y viernes, prod.: trigo comun, centeno, cebada, avena, yeros, lentejas, arvejones y patatas; cría ganado lanar y caza de liebres, perdices y palomas, pobl.: 22 vec, 84 alm. cap. imp. : 11.614 rs.
(Madoz, 1849, p. 681)

## Patrimonio
Iglesia de Santo Domingo de Silos, en ruinas.

## Comunicaciones
Localidad situada en la carretera provincial SO-P-1103 que partiendo de la autonómica SO-615 nos lleva en dirección oeste a Las Aldehuelas y a Santa Cruz de Yanguas. El pueblo está a 200 metros del desvío, después de pasar Vizmanos.